# John Hodgman
John Kellogg Hodgman (Brookline, 3 giugno 1971) è un attore statunitense.
Noto per aver interpretato la parte di PC insieme a Justin Long nelle pubblicità della Apple, dal gennaio 2006 collabora con il The Daily Show.

## Filmografia

### Cinema
- Baby Mama, regia di Michael McCullers (2008)
- Il primo dei bugiardi (The Invention of Lying), regia di Ricky Gervais e Matthew Robinson (2009)
- Arturo (Arthur), regia di Jason Winer (2011)
- Comic Movie (Movie 43), registi vari (2013)
- The English Teacher, regia di Craig Zisk (2013)
- Guida per la felicità (Learning to Drive), regia di Isabel Coixet (2014)
- Pitch Perfect 2, regia di Elizabeth Banks (2015)

### Televisione
- Flight of the Conchords – serie TV, episodio 1x06 (2007)
- Bored to Death - Investigatore per noia (Bored to Death) – serie TV, 8 episodi (2009-2011)
- Battlestar Galactica – serie TV, episodio 4x15 (2009)
- Delocated – serie TV, episodio 3x10 (2012)
- Community – serie TV, episodio 3x19 (2012)
- 30 Rock – serie TV, episodio 7x07 (2012)
- Mozart in the Jungle – serie TV, 3 episodi (2014)
- Parks and Recreation – serie TV, episodio 6x14 (2014)
- The Knick – serie TV, 3 episodi (2014-2015)
- Odd Mom Out – serie TV, episodio 2x06 (2016)
- Red Oaks – serie TV, 4 episodi (2016)
- Blindspot – serie TV, 4 episodi (2016-2020)
- The Tick – serie TV, 5 episodi (2019)
- Star Wars: Skeleton Crew – serie TV, episodio 1x06 (2025)

### Doppiatore
- Coraline e la porta magica (Coraline), regia di Henry Selick (2009)
- The Venture Bros. – serie animata (2009-2018)
- Adventure Time – serie animata (2013-2017)
- DuckTales – serie animata (2019-2021)
- Kipo e l'era delle creature straordinarie (Kipo and the Age of Wonderbeasts) – serie animata (2020)
- Summer Camp Island - Il campeggio fantastico (Summer Camp Island) – serie animata (2020)
- The Venture Bros.: Radiant Is the Blood of the Baboon Heart, regia di Jackson Publick (2023)
- Archer – serie animata (2023)

## Doppiatori italiani
Nelle versioni in italiano dei suoi lavori, John Hodgman è stato doppiato da:
- Luigi Ferraro in Arturo
- Roberto Stocchi in Comic Movie
- Mauro Gravina in Blindspot
- Fabrizio Odetto in The English Teacher
- Francesco Meoni in The Knick
- Renato Novara in The Tick
- Paolo Sesana in Community
- Fabrizio Dolce in Red Oaks

Da doppiatore è stato sostituito da:
- Sergio Lucchetti in Coraline e la porta magica
- Oliviero Dinelli in Kipo e l'era delle creature straordinarie